# XEOCH Radio
XEOCH Radio är en ort i Mexiko.   Den ligger i kommunen Ocosingo och delstaten Chiapas, i den sydöstra delen av landet, 800 km öster om huvudstaden Mexico City. XEOCH Radio ligger 839 meter över havet och antalet invånare är 234.
Terrängen runt XEOCH Radio är varierad. Runt XEOCH Radio är det glesbefolkat, med 16 invånare per kvadratkilometer. Närmaste större samhälle är Ocosingo, 6,4 km nordväst om XEOCH Radio. I omgivningarna runt XEOCH Radio växer i huvudsak städsegrön lövskog.